# Abadía de Dalón
La abadía de Dalón (del francés: abbaye de Dalon) es una abadía cisterciense situada en Sainte-Trie, en Périgord, Francia.

## Historia
Fue fundada en 1114 por Gerardo de Salles (o de Salis) († 1120) bajo la regla de San Benito, gracias a una donación de Géraud de Lastours y de su hermano Golferidus de Lastours, presentes el día de la fundación, con Eustorigio 48.º obispo de Limoges, y varios señores de la región. El sucesor de Gerardo de Salles, el ermitaño Roger, desarrolló la abadía, que fundó varios prioratos y abadías (Bonlieu, el Palacio de Notre Dame, Prébenoît, Aubignac, Bœuil, Loc-Dieu), y formó la orden de Dalón.
Tras la muerte de Roger en 1159, los monjes de Dalón pidieron al capítulo general de la abadía cisterciense de Pontigny que les proporcionase monjes instructores ya que las dos órdenes practicaban la misma regla de San Benito.
En 1162, poco después de la elección del tercer abad, Amélius, Dalón finalmente se adhirió a la orden del Cister con sus dependientes: Bœuil, Palais, Bonlieu, Loc-Dieu y Prébenoît. Se convirtió así en la tercera abadía que dependía de la abadía de Pontigny, tomando rango con fecha de 1120, en lugar de ser la decimoséptima ya que observan esta regla común ambas celebraciones desde entonces. Gozó de la protección de Enrique II Plantagenêt, de Leonor de Aquitania y de Ricardo Corazón de León. El célebre trovador Bertran de Born, señor de la localidad vecina de Hautefort, se retiró como monje en Dalón, al igual que otro famoso trovador, Bernart de Ventadorn.
Dalon poseía una docena de graneros en Périgord y el pequeño priorato de Saint-Blaise en la parroquia de Milhac-de-Nontron.
Este abadía está situada hoy en el departamento de Dordoña, más precisamente en el cantón de Excideuil, municipio de Sainte-Trie. Quedan algunos vestigios entre los que están el edificio de los monjes con su sala capitular y dos capillas del crucero derecho de la iglesia. Es de propiedad privada.